# Olli-Pekka Tolvanen
Olli-Pekka Tolvanen (* 13. Juli 1985 in Joensuu) ist ein ehemaliger finnischer Skilangläufer.
Er nahm seit 2003 an internationalen Wettbewerben teil. Bei den Junioren-Weltmeisterschaften 2004 im norwegischen Stryn wurde er Achter im Sprint und 45. im Massenstartrennen über 30 Kilometer. Bei den Junioren-Weltmeisterschaften 2005 in Rovaniemi erneut Achter im Sprint und zudem 13. im Verfolgungsrennen über zwei mal Kilometer.
Von 2004 bis 2013 startete er in unregelmäßigen Abständen auch im Skilanglauf-Weltcup. Sein bestes Ergebnis erzielte er mit einem zehnten Platz im Sprintrennen von Lahti in der Saison 2007/08. In dieser Saison belegte er den 89. Rang in der Gesamtweltcup-Wertung, was bis heute sein bestes Gesamtergebnis darstellt. Im Skilanglauf-Scandinavian-Cup ging er von 2005 bis 2013 an den Start. Das beste Resultat war ein achter Platz in einem Sprint in Vuokatti im Dezember 2007.
Seinen letzten Wettkampf bestritt er bei den finnischen Meisterschaften 2017 in Kontiolahti, wo er 31. im Freistilrennen über zehn Kilometer wurde.